# East West
East West é uma banda cristã de rapcore formada em 1993 na cidade de Irvine, Califórnia

## História
East West foi criado em 1988 no San Fernando Valley tocando na mesma época de Mary's Danish e Warrant, sempre liderado por Mike Housen o "House", em 1991 houve mudanças na formação. Entrando Vergura como baterista, a banda também teve fortes influências do extreme metal, em 1995, eles lançaram seu primeiro EP, depois de várias mudanças com as gravadoras, eles foram para a Floodgate Records lançaram o álbum The Light in Guinevere's Garden em 2001 que contém várias canções memoráveis: "Superstar" , "Closure", "Wake", "She Cries". Ainda lançaram mais dois álbuns, Vintage e Hope In Anguish.

## Integrantes
- Mike Tubbs - (vocal)
- Mike "House" Housen - (guitarra)
- James "JJ" Jenkins - (baixo)
- Bobby Vergura - (bateria)

## Discografia
Álbuns de estúdio
- The Light in Guinevere's Garden (2001)
- Vintage (2003)
- Hope in Anguish (2003)

Independente
- East West EP (1995)
- Rachel's Silence (1996)
- East West (1998)